# Bra flicka reder sig själv
Bra flicka reder sig själv är en svensk kort dramafilm från 1914 i regi av Victor Sjöström.
Filmen premiärvisades 12 oktober 1914 på biograf Regina i Stockholm. Filmen spelades in vid Svenska Biografteaterns ateljé på Lidingö med exteriörer från ateljéns omgivningar och Stockholmsgator av Hugo Edlund. 

## Rollista
- Clara Pontoppidan – Ruth Landén
- Jenny Tschernichin-Larsson – Hennes mor
- Alfred Lundberg – Fellman, grosshandlare
- Richard Lund – Sven, hans son
- Stina Berg
- William Larsson
- Eric Lindholm